# João (cônsul de 467)
João (em latim: Ioannis) foi um oficial bizantino do século V, ativo durante o reinado dos imperadores Leão I, o Trácio (r. 457–474) e Zenão (r. 474-475; 476-491).

## Vida

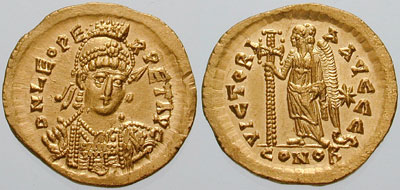
Soldo de r.

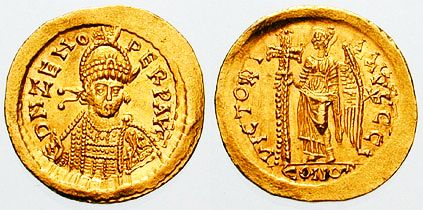
Soldo de Zenão (r. 474–475; 476–491)

Provavelmente nascido ca. 440, João era natural de Dirráquio, no Epiro, enquanto sua família vinha de Licnido. João Aparece pela primeira vez em 467, quando foi nomeado cônsul posterior ao lado Ilústrio Puseu. Em 467/468, tornar-se-ia conde e mestre dos ofícios e em 479 foi prefeito pretoriano da Ilíria. Como prefeito, notabilizou-se por sua administração justa e por sua proteção das artes.
Ainda em 479, durante a revolta do general ostrogótico Teodorico Estrabão, João enfrentou duas revoltas em Salonica, a primeira de caráter popular e a segunda de soldados amotinados. Na primeira situação, João foi salvo pelos clérigos e nobres locais, enquanto na segunda foi salvo pela chegada do patrício Adamâncio. Depois disso, com apoio de Sabiniano Magno, convenceu o imperador Zenão a desistir de negociar a paz com o rebelde e continuar lutando contra ele.
João faleceu em data desconhecida aos 42 anos. Ele foi celebrado em dois poemas produzidos por Cristodoro; os autores da Prosopografia sugerem que a descrição estrela de Epidamno ('Επιδάμνου 'άστρον) contida em VII.697 foi escrita antes de 491, quando Anastácio, também nativo dessa cidade, tornou-se imperador. Também se sugere que João pode ser identificado com o oficial Flávio João Tomás.